# Yusuf Halaçoğlu
Yusuf Halaçoğlu (IPA: /jusuf halatʃoɣlu/, Kozan 1949. május 10. –) ma a hivatalos török revizionista történetírás egyik vezető személyisége, az örmény genocídium tagadásának nemzetközileg is ismert képviselője.

## Külső hivatkozások
- A hullaheggyel még nincs elszámolva (Kossuth Rádió: Gondolat-jel)
- Török Ki Kicsoda Archiválva 2021. október 28-i dátummal a Wayback Machine-ben